# Mason Malmuth
Mason Malmuth, född i Coral Gables, Florida, är en amerikansk statistiker, professionell pokerspelare och grundare till Two Plus Two Publishing. Bland hans böcker kan nämnas Gambling Theory and Other Topics. Han har också skrivit böcker tillsammans med David Sklansky och Ed Miller.